# Danske Regioner

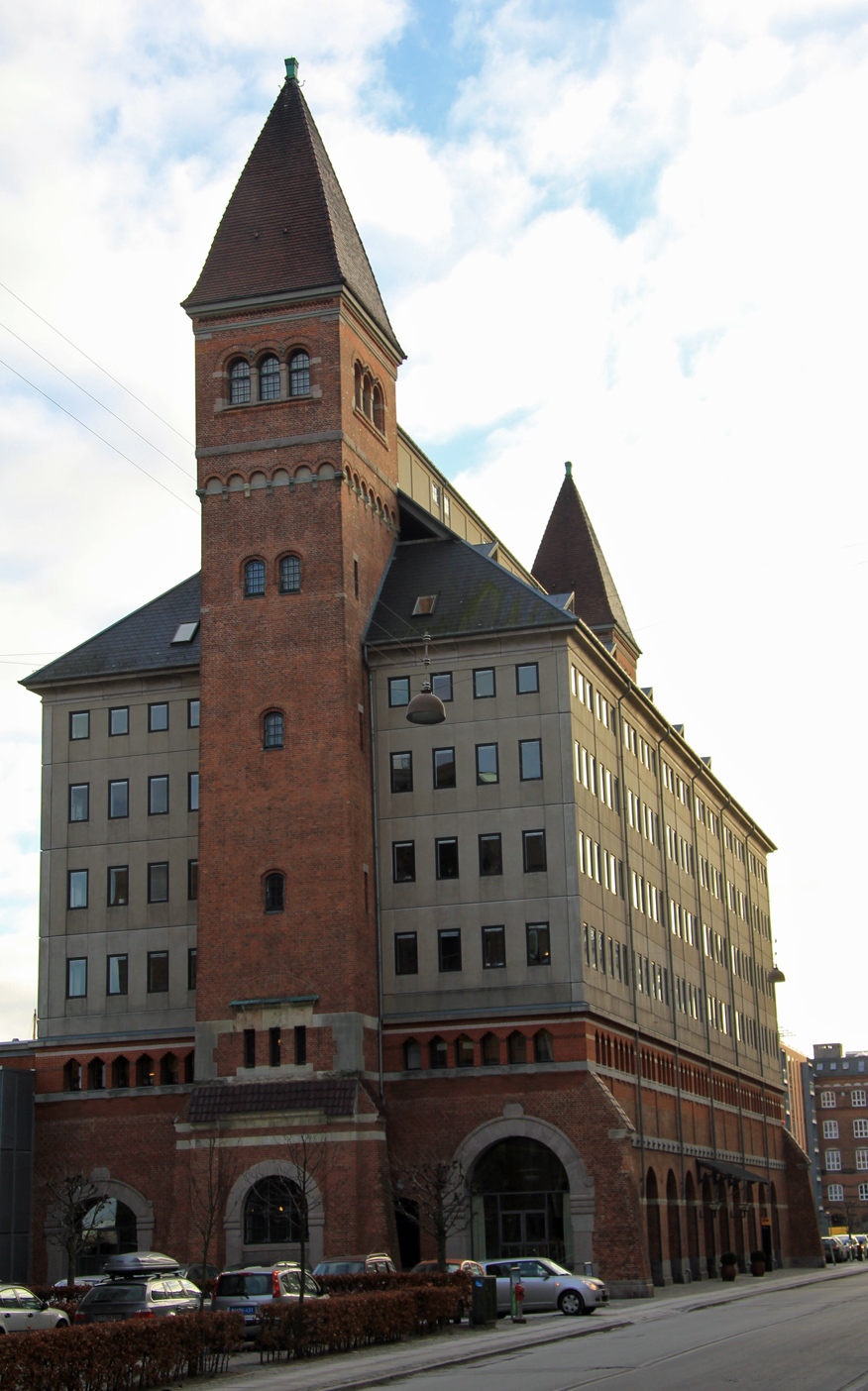
Danske Regioners huvudkontor på Dampfærgevej i Köpenhamn

Danske Regioner är en intresse- och arbetsgivarorganisation för Danmarks regioner. Den har sitt säte på Dampfærgevej i Köpenhamn (och utöver det ett kontor i Bryssel).
Organisationen har en styrelse som vanligen består av 17 medlemmar. Styrelsen tillsätts efter varje regionsrådsval. Den har även ett relativt stort antal utskott.
Organisationen har haft följande ordförande:
- Bent Hansen (2007-2018)[4]
- Stephanie Lose (2018-2021)[4]
- Anders Kühnau (2021-)[5]

Före kommunreformen i Danmark 2007 fanns en motsvarighet, Amtsrådsforeningen (förkortad ARF).